# Alberto Loret de Mola
Alberto Loret de Mola Saldamando (Lima, 13 de enero de 1928 - Lima, 24 de agosto de 2005) fue un futbolista internacional peruano destacado en la década de los 50 en el ámbito sudamericano y europeo jugando en la posición de mediocampista. Jugó en seis países diferentes.

## Trayectoria
Loret de Mola comenzó su carrera en 1947 en el Centro Iqueño antes de trasladarse al año siguiente al Deportivo Municipal. En 1950 emigró a Colombia y jugó en dos clubes desaparecidos: Universidad de Bogotá y Huracán de Medellín.
En 1952 continuó su carrera profesional en Argentina, específicamente en el Club Atlético Huracán, y se cruzó con sus compatriotas Valeriano López y Carlos Lazón. Regresó al Perú con algo de fama y volvió al club que lo lanzó, Centro Iqueño. Sus buenas actuaciones le valieron jugar en clubes de mayor categoría como Universitario de Deportes y Sporting Cristal.
A finales de la década de 1950, Loret de Mola probó suerte en Europa, primero en España, en la UD Las Palmas, y se convirtió en el primer jugador peruano en jugar en la Liga. Luego se trasladó a Francia al Le Havre AC, club con el que descendió en 1962.
Terminó su carrera como jugador en la Segunda División Peruana, en el Porvenir Miraflores.

## Selección nacional
Loret de Mola fue convocado con la Selección Peruana de Fútbol para participar en los Campeonatos Sudamericanos de 1955 y 1956. Jugó siete partidos en total (sin marcar goles).

## Clubes
| Club                      | País      | Año         |
| ------------------------- | --------- | ----------- |
| Centro Iqueño             | Perú      | 1947        |
| Deportivo Municipal       | Perú      | 1948 - 1949 |
| Universidad Nacional      | Colombia  | 1950        |
| Huracán de Medellín       | Colombia  | 1951        |
| CA Huracán                | Argentina | 1952 - 1953 |
| Centro Iqueño             | Perú      | 1954        |
| Universitario de Deportes | Perú      | 1955 - 1956 |
| Atlas                     | México    | 1956 - 1957 |
| Sporting Cristal          | Perú      | 1957 - 1958 |
| UD Las Palmas             | España    | 1958 - 1960 |
| Le Havre AC               | Francia   | 1960 - 1963 |
| Porvenir Miraflores       | Perú      | 1963 - 1965 |